# أزمة طاقة
أزمة الطاقة تعني أي عقبة كبيرة (أو ارتفاع الأسعار) في توريد موارد الطاقة وأثر ذلك على الاقتصاد، وعادة ما تشير إلى نقص في النفط أو الكهرباء أو غيرها من موارد الطاقة الطبيعية.

## الأسباب
فشل السوق هو احتمال ممكن عندما يحدث احتكار أو تلاعب في أسعار الأسواق، ويمكن أن تتطور الأزمة بسبب الإجراءات الصناعية مثل قيام النقابة بتنظيم الإضرابات والحظر على الحكومة، السبب قد يكون الإفراط في الاستهلاك، وشيخوخة البنية التحتية، إلى نقطة اختناق تعطل أو الاختناقات في مصافي النفط ومرافق الميناء التي تحد من إمدادات الوقود، مما يوئدي إلى حالة طارئة قد تنشأ أثناء الشتاء الباردة على نحو غير عادي نظرا لزيادة استهلاك الطاقة. خط أنابيب الإخفاقات والحوادث الأخرى قد تسبب انقطاعات طفيفة في امدادات الطاقة. أزمة يمكن أن تنشأ بعد الأضرار في البنى التحتية من الظروف المناخية القاسية. هجمات من قبل الميليشيات أو المتمردين على البنية التحتية الهامة هي مشكلة محتملة بالنسبة للمستهلكين للطاقة، مع ضربة ناجحة في الشرق الأوسط يمكن أن يتسبب في نقص المرافق العالمية. الأحداث السياسية، على سبيل المثال، عندما كانت الحكومات تتغير نتيجة لتغيير النظام، وانهيار النظام الملكي، الاحتلال العسكري، والانقلاب قد تعطل إنتاج النفط والغاز وخلق النقص.